# 侯子钦
侯子钦（510年—584年12月16日），名明，字子钦，以字行，燕州上谷郡（今河北省张家口市怀来县、宣化县、涿鹿县、赤城县、沽源县、北京市延庆区一带）人，北魏、东魏、北齐、北周、隋朝官员。

## 生平
侯子钦在永熙年间出任左厢直阁将军，北魏分裂时，侯子钦留在东魏。北齐建立后，侯子钦出任前军将军，屡次升任太常卿、使持节、都督荆州诸军事、荆州刺史。天保六年（555年）十一月，北齐派遣五千士兵渡过长江占领姑孰，以响应徐嗣徽和任约，侯子钦也参与了战争。陈霸先多次击败齐军，将齐军围困在石头城中，十二月庚申（556年1月11日），北齐淮州刺史柳达摩派使者侯子钦和刘士荣等人向陈霸先求和，要求南梁送上质子。陈霸先就把侄子陈昙朗和永嘉王萧庄、丹杨尹王冲的儿子王珉作人质，与北齐人在城外订立盟约，允许追随北齐的将士按自己的意愿选择归居南方或北方。十二月辛酉（556年1月12日），陈霸先在石头城南门摆列军阵，送北齐军队北归。侯子钦后出任仪同三司、晋州道行台左丞。武平七年八月癸亥（576年9月25日），周武帝宇文邕率领军队进攻晋州的平阳城，城中惶恐而窘迫。因为外部没有援军，侯子钦图谋从城中叛离，要和晋州别驾李仲举谋划，因为畏惧李仲举的严肃正直，多次想说都没有开口。李仲举揣测到侯子钦的娥情况，对他说：“城池危如累卵，全部仰仗您了，如今您所说想来没有别的事情，为什么欲言又止？”侯子钦说：“向官军告急，一直没有消息，形势如此危急，就在旦夕之间，我想不能坐等杀戮，向有道德的人归顺，不知您怎么想？”李仲举态度严肃的说：“我和高氏的恩德不深，您对皇家的恩情一辈子也难报答。做臣子的有处事的正道，为什么到了今天，反而说这样的话！”侯子钦担心泄密，于八月庚午（576年10月2日）趁夜向北周投降。周武帝加侯子钦上开府，封平阳县公，食邑一千户。八月壬申（576年10月4日）夜间，侯子钦打开城门引导周军入城，俘虏晋州道行台尚书仆射尉相贵。周武帝平定北齐后，又任命侯子钦为工部大夫，进爵为东平郡公。侯子钦后升任使持节、都督成州诸军事、成州刺史。隋朝开皇四年十一月庚申朔九日戊辰（584年12月16日），侯子钦在大兴城去世，虚岁七十五，开皇六年丙午四月辛巳廿九日己酉（586年5月22日）葬于韦曲东北。

## 家庭

### 夫人
- 太原郭氏，原配，早逝，追赠零丘郡君，与侯子钦合葬[1]
- 平阳邓氏，继室，封河东郡君，死后与侯子钦合葬[1]